# Aligator iz kanalizacije
Aligator iz kanalizacije (eng. Sewer alligator) jest urbana legenda s područja američkog grada New Yorka koja se pojavila kasnih 1920-ih i ranih 1930-ih po kojoj su bogate obitelji na povratku s odmora s Floride dovodile u New York mladunčad aligatora kao kućne ljubimce da bi ih se potom rješavali kada bi malo porasli tako što su ih ispuštali u kanalizaciju gdje bi aligatori narasli jedući štakore i smeće te počeli napadati radnike u kanalizaciji. U nekim pričama govori se da su tako nastale čitave kolonije aligatora u podzemlju gradova poput New Yorka i da su ti aligatori zbog nedostatka svjetlosti i Sunca postali albino zbog čega ne izlaze na površinu. U drugim pričama tvrdi se kako su aligatori bili izloženi toksičnim tvarima u kanalizaciji i postali mutanti.
Stručnjaci za okoliš i životinje tvrde kako je nemoguće da veće životinje opstanu u kanalizaciji zbog bakterija iz ljudskog izmeta i drugih neodgovarajućih uvjeta. Unatoč tomu, događalo se da su policijski službenici nalazili na aligatore u New Yorku u kućama ljudi koji su ih držali kao ljubimce, a događalo se i da su viđeni na ulici što je izazivalo paniku, ali sva ta viđenja događala su se iznad površine zemlje.

## Vanjske poveznice
- Aligatori u kanalizaciji New Yorka - nytimes.com (engl.)